# Gao Min
Gao Min (chinesisch 高 敏, Pinyin Gāo Mǐn; * 7. September 1970 in Zigong) ist eine ehemalige chinesische Kunstspringerin. Sie gewann zwei Goldmedaillen bei Olympischen Spielen, zwei Goldmedaillen bei Asienspielen und drei Weltmeistertitel. Sie war eine Trägerin der olympischen Fackel während der Eröffnungsfeier der Olympischen Spiele 2008 in Peking.

## Karriere
Gao begann als Vierjährige das Schwimmen und wurde, nachdem sie mit Turnen begonnen hatte, in der Schule von einem Trainer für Kunst- und Turmspringen entdeckt, der sie zum Wechsel der Sportart bewegte. 1985 wurde sie in den Nationalkader der Volksrepublik China aufgenommen. Bei der Weltmeisterschaft 1986 in Madrid gewann sie bei ihrem internationalen Debüt ihre erste Goldmedaille vom Drei-Meter-Brett. Zwei Jahre später gewann sie die Goldmedaille vom Drei-Meter-Brett bei den Olympischen Spielen 1988 in Seoul. Bei den Asienspielen 1990 in Peking gewann Gao Min zwei Goldmedaillen vom Drei-Meter-Brett und Ein-Meter-Brett. Bei den Weltmeisterschaften 1991 in Perth gewann sie ebenfalls von beiden Brettern den Titel. 1992 nahm Gao an den Olympischen Spielen in Barcelona teil und konnte vom Drei-Meter-Brett erneut die Goldmedaille gewinnen.
Gao Min ist die einzige Springerin, die die 600-Punkte-Marke im Wettkampf überbieten konnte. Nach dem Ende ihrer aktiven Karriere arbeitete sie als Trainerin in Edmonton. Sie trat während der Eröffnungsfeier der Olympischen Spiele 2008 in Peking als eine der letzten Fackelträgerinnen von der Entzündung des olympischen Feuers auf.